# Solàrium

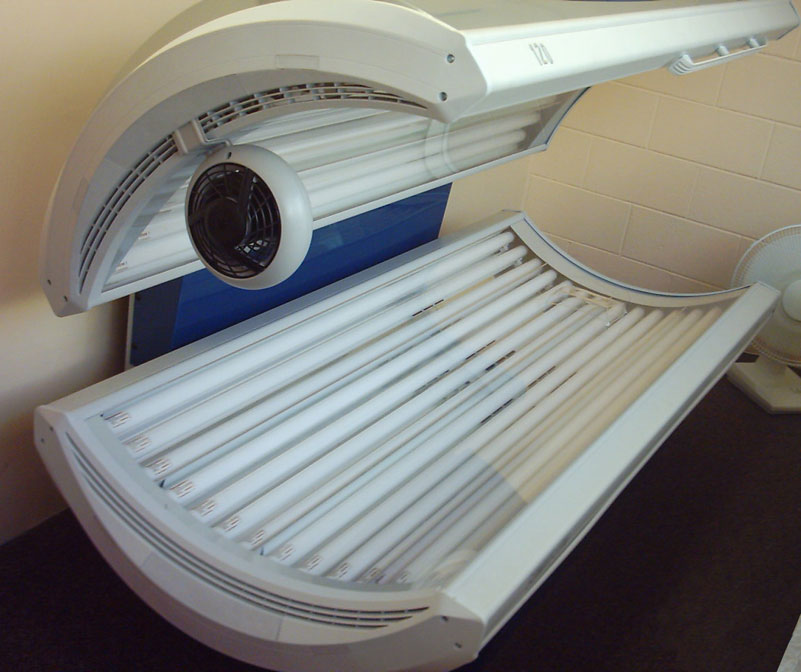
Una màquina de bronzejat, amb els llums apagats.

El solàrium, o centre de bronzejat, és un establiment format per un equip tècnic, cabines o llits solars, per al bronzejat del cos mitjançant l'exposició d'aquest a raigs UVA (95%) i raigs UVC (aprox. 5%). L'ús d'aquestes instal·lacions respon a factors estètics més que terapèutics, tot i que hi ha indicis que el tractament podria influir positivament en relació amb trastorns de l'estat anímic, com el trastorn afectiu estacional. A més, un altre benefici del bronzejat artificial és la producció de vitamina D. Encara que anar al solàrium no sigui una pràctica assentada en els països mediterranis a causa de la suficient quantitat de llum solar, s'està estenent cada vegada més el seu ús, i també l'adquisició de sistemes domèstics de bronzejat. No obstant això, convé dir que l'OMS adverteix dels perills per a la pell que pot ocasionar la radiació artificial de raigs UVA.